# Чермошнянский сельский округ
Чермошнянский сельский округ (каз. Чермошнянка ауылдық округі) — административная единица в составе Тайыншинского района Северо-Казахстанской области Казахстана. Административный центр — село Чермошнянка.
Население — 2655 человек (2009, 3573 в 1999, 5018 в 1989).

## История
Чермошнянский сельский совет образован решением Карагандинского облисполкома от 26 октября 1934 года. 24 декабря 1993 года решением главы Кокчетавской областной администрации образован Чермошнянский сельский округ. В состав сельского округа были включены территории ликвидированного Леонидовского сельского совета (сёла Леонидовка, Многоцветное), часть территории ликвидированного Нагорного сельского совета (село Нагорное) Келлеровского района. Село Ынталы было ликвидировано 27 мая 2005 года совместным решением 9 сессии областного маслихата и акима области.

## Состав
В состав округа входят такие населенные пункты:
| Населенный пункт   | Население, человек (1989) | Население, человек (1999) | Население, человек (2009) |
| ------------------ | ------------------------- | ------------------------- | ------------------------- |
| Бахмут, село       | 340                       | 289                       | 248                       |
| Ынталы, село       | 31                        | -                         | -                         |
| Леонидовка, село   | 1360                      | 873                       | 630                       |
| Многоцветное, село | 604                       | 508                       | 435                       |
| Нагорное, село     | 1111                      | 417                       | 278                       |
| Новоивановка, село | 397                       | 377                       | 215                       |
| Тениз, село        | 110                       | 93                        | 25                        |
| Чермошнянка, село  | 1065                      | 1016                      | 824                       |